# Oktan
Oktan, C
8H
18 – organiczny związek chemiczny z grupy alkanów. Jest składnikiem benzyny.

## Izomery
- oktan (n-oktan)
- 2-metyloheptan
- 3-metyloheptan (2 enancjomery)
- 4-metyloheptan
- 3-etyloheksan
- 2,2-dimetyloheksan
- 2,3-dimetyloheksan (2 enancjomery)
- 2,4-dimetyloheksan (2 enancjomery)
- 2,5-dimetyloheksan
- 3,3-dimetyloheksan
- 3,4-dimetyloheksan (2 enancjomery + 1 forma mezo)
- 3-etylo-2-metylopentan
- 3-etylo-3-metylopentan
- 2,2,3-trimetylopentan (2 enancjomery)
- 2,2,4-trimetylopentan (izooktan)
- 2,3,3-trimetylopentan
- 2,3,4-trimetylopentan
- 2,2,3,3-tetrametylobutan